# Oswald Tötsch
Oswald Tötsch né le 17 janvier 1964 à Vipiteno, est un ancien skieur alpin italien qui a mis fin à sa carrière sportive à la fin de la saison 1990.

## Coupe du Monde
- Meilleur classement final: 25e en 1986.
- Meilleur résultat: 3e.